# 伊東四朗のあっぱれ土曜ワイド
伊東四朗のあっぱれ土曜ワイド（いとうしろうのあっぱれどようワイド）は1984年4月7日から、1996年9月28日まで放送されていた、文化放送のラジオ番組。
1989年9月のビデオリサーチ聴取率調査で、3.7％を記録するなど、同時間帯のトップに立っていたこともあった。

## 番組内容
- パーソナリティ伊東四朗による生放送ワイド番組。

## 放送時間
- 土曜 9:00 - 13:00

## 出演者
（）

### パーソナリティ
- 伊東四朗

### アシスタント
- 白石冬美（初代アシスタント）[1]
- 保田裕子（1986年4月当時）
- 加山ひろ子（1988年3月まで）
- 山藤佳子（1988年4月 - 1990年3月）
- 水谷加奈（文化放送アナウンサー）（1990年4月 - 1994年3月）
- 吉田涙子（文化放送アナウンサー(当時)）（1994年4月 - 1996年9月）

### リポーター
- 夏木ゆたか（1988年3月まで、1992年4月 - 1994年3月）
- おぼん・こぼん（1988年4月 - 1990年3月）
- 青柳秀侑（文化放送アナウンサー(当時)）（1990年3月まで）
- ホームラン（1990年4月 - 1991年3月）
- ビートきよし（1990年4月 - 1994年3月）
- 城後光義（1991年4月 - 1992年3月）
- 松波利佳（1992年4月 - 1994年3月）
- 太田英明（文化放送アナウンサー）（1994年4月 - 1996年9月）
- ブッチャーブラザーズ（1994年4月 - 1996年9月）
- 俵山栄子（1995年4月 - 1996年9月）

## タイムテーブル
（）
- 9:00 - オープニング
- 9:10 - 9:30
  - 今週の人間名セリフ（1986年9月まで）
  - あっぱれババ放談（1986年10月から）
- 9:30 - 伊東四朗のここだけの話
- 9:49 - 文化放送 ラジオショッピング
- 9:54 - 天気予報
- 9:56 - 交通情報
- 10:00 - 文化放送ニュース
- 10:05 - タフマン伊東の堪忍袋
- 10:30 - 人生晴れたり曇ったり
- 10:54 - 天気予報
- 10:56 - 交通情報
- 11:00 - 今週のあっぱれ大特集
- 11:40
  - 青柳秀侑の体で勝負（1986年4月当時）
  - 元祖配達番組 伊東四朗のあっぱれ饅頭（1992年3月まで）
  - こちら夏木探偵社（1992年4月 - 1994年3月）
- 11:55 - 交通情報
- 12:00 - 文化放送ニュース、天気予報
- 12:05 - あっぱれ伝言リクエスト
- 12:35
  - 町内人気歌手 あなた出番です（1986年4月当時）
  - 夏木ゆたかのあっぱれプロポーズ（1987年9月まで）
  - 夏木ゆたかのあつまれ おもしろピッタンコ（1987年10月 - 1988年3月）
  - おぼん・こぼんのうた仲間三人衆（1988年4月 - 1990年3月）
  - ビートきよしのダイナマイト歌合戦（1990年4月 - 1994年3月）
- 12:50 - 交通情報
- 12:55 - エンディング[6]

## 番組コーナー[3]
- 今週の人間名セリフ
- あっぱれババ放談
- 伊東四朗のここだけの話
- タフマン伊東の堪忍袋（提供：ヤクルト）
  - このコーナーは『伊東四朗・吉田照美 親父熱愛』内で、現在も放送している。
- 人生晴れたり曇ったり
- 今週のあっぱれ大特集
- 元祖配達番組 伊東四朗のあっぱれ饅頭
  - 1991年4月〜1992年3月は城後光義の担当となり、「城後光義がお届けします!」のサブタイトルが付いた。
- こちら夏木探偵社
- あっぱれ伝言リクエスト
- 夏木ゆたかのあっぱれプロポーズ
- 夏木ゆたかのあつまれ おもしろピッタンコ
- おぼん・こぼんのうた仲間三人衆
- ビートきよしのダイナマイト歌合戦

## リスナープレゼント
- 「あっぱれ饅頭」（株式会社花園万頭特製）

## テーマ曲
- イン・ザ・ムード
  - オープニングとエンディングで流れる。

## 出来事
- 伊東がロケ等スケジュールの都合で出演できなかったことが数回あり、それらの回については小野ヤスシ・出光元がパーソナリティを務めた。伊東が電話で出演したほか、「タフマン伊東の堪忍袋」「人生晴れたり曇ったり」のコーナーは録音による放送となった。
- 番組内の12時の文化放送ニュースで、金日成死去が報じられ、伊東が即座に「（北朝鮮は）荒れるぞ～」と感想を述べていた。
- あっぱれババ放談のコーナーで方言丸出しで話すおばあちゃんが出た回は、出演者が誰も理解できず全く話がかみ合わなかった。ほとんどの聴取者も理解できなかったと思われ、コーナー終了後お詫びがあった。

## 関係項目
- 伊東四朗・吉田照美 親父熱愛